# Italian Hockey League - Serie A 2019-2020
L'86º massimo campionato italiano di hockey su ghiaccio prende il nome di Italian Hockey League - Serie A 2019-2020.

## Squadre e formula
A giocarsi il titolo italiano sono ancora, come nella stagione precedente, le squadre italiane iscritte alla Alps Hockey League. Il numero tuttavia è sceso da otto a sette, a causa delle defezione dell'Hockey Milano Rossoblu, che aveva ceduto i propri diritti alla neonata Hockey Club Milano Bears (che dei Rossoblu era comunque una diretta emanazione), ma che poi decise di ripartire dalla terza serie.
La formula della qualificazione è rimasta invariata: tutti gli incontri di regular season disputati nel corso della Alps Hockey League 2019-2020 fra squadre italiane hanno contribuito a stilare la classifica, che vide le prime quattro classificate qualificate per le semifinali.
Dopo le polemiche della stagione precedente è invece variata la formula della fase ad eliminazione diretta: si è ritornati a disputare, sia per le semifinali che per la finale, una serie al meglio dei tre incontri.
| SG Cortina                        | Veneto              | Cortina d'Ampezzo (BL)    | Stadio Olimpico del Ghiaccio | 2.700 | 72 |
| HC Pustertal                      | Trentino-Alto Adige | Brunico (BZ)              | Rienzstadion                 | 2.050 | 46 |
| WSV Sterzing Broncos              | Trentino-Alto Adige | Vipiteno (BZ)             | Weihenstephan Arena          | 1.700 | 14 |
| Asiago Hockey                     | Veneto              | Asiago (VI)               | Hodegart                     | 3.000 | 56 |
| HC Fassa                          | Trentino-Alto Adige | Alba di Canazei (TN)      | Gianmario Scola              | 3.500 | 35 |
| Ritten Sport (Campione in carica) | Trentino-Alto Adige | Collalbo (BZ)             | Arena Ritten                 | 1.200 | 24 |
| HC Gherdëina                      | Trentino-Alto Adige | Selva di Val Gardena (BZ) | Pranives                     | 2.000 | 53 |

## Qualificazione

### Risultati
| Casa                                                            | Trasferta | Trasferta | Trasferta | Trasferta | Trasferta | Trasferta | Trasferta |
| Casa                                                            | Asiago | Cortina | Fassa | Gherdëina | Renon | Val Pusteria | Vipiteno |
| --------------------------------------------------------------- | --- | --- | --- | --- | --- | --- | --- |
| Asiago                                                          | – | 1:2 d.t.r. referto. referto 2 (archiviato dall'url originale il 29 ottobre 2020).                                       | 2:1 d.t.s. referto. https://www.alps.hockey/en/statistics/game/?gameId=fccbbdc9-0ffc-456d-9a00-e60cbd7341dd&divisionId=5590 | 6:3 referto. https://www.alps.hockey/it/statistica/partita/?gameId=575775f0-7e05-4c4a-a490-e4b24bf71c7f&divisionId=5590 | 3:5 referto. https://www.alps.hockey/en/statistics/game/?gameId=7f741ae2-3798-40fe-86f4-7ab5be0e5307&divisionId=5590           | 3:5 referto. https://www.alps.hockey/it/statistica/partita/?gameId=d052d891-f7c1-4760-a81e-e9cf50fa4ea7&divisionId=5590     | 5:1 referto. |
| Cortina                                                         | 4:5 d.t.s. referto. https://www.alps.hockey/en/statistics/game/?gameId=6b1c1fca-8dbb-46d8-89f5-258070d49363&divisionId=5590 | – | 1:2 d.t.r. referto. https://www.alps.hockey/en/statistics/game/?gameId=110d7ada-5ff4-4fa7-870c-ef37f174fbf2&divisionId=5590 | 5:2 referto. https://www.alps.hockey/en/statistics/game/?gameId=d0428bb6-5104-40e3-8448-b2647a68c7bf&divisionId=5590    | 4:2 referto. https://www.alps.hockey/en/statistics/game/?gameId=4905b357-ceb0-4d9a-9874-7ae1c7fd85f0&divisionId=5590           | 2:4 referto. https://www.alps.hockey/it/statistica/partita/?gameId=0c9f0056-ab8b-424f-8ad5-991db0f36ead&divisionId=5590     | 6:1 referto. https://www.alps.hockey/en/statistics/game/?gameId=e3609330-339d-4290-8d75-6bd3c435bb5f&divisionId=5590           |
| Fassa Falcons                                                   | 5:6 referto. https://www.alps.hockey/it/statistica/partita/?gameId=10389332-dbab-45a6-92fb-31eff756643e&divisionId=5590     | 4:5 d.t.s referto. | – | 4:3 referto. https://www.alps.hockey/en/statistics/game/?gameId=9f4f7a0a-e02d-4701-add5-92fdba14c54a&divisionId=5590    | 2:5 referto. https://www.alps.hockey/en/statistics/game/?gameId=0ad5d198-867a-4c33-9dd1-b30caa3a1ce5&divisionId=5590           | 2:0 referto. | 3:4 d.t.s. referto. https://www.alps.hockey/it/statistica/partita/?gameId=6d38139c-07b2-4988-9858-ed6db7e894d8&divisionId=5590 |
| Gherdëina                                                       | 8:3 referto. https://www.alps.hockey/en/statistics/game/?gameId=ce4373f7-eae7-454e-850a-3aa8d97210e1&divisionId=5590        | 2:5 referto. https://www.alps.hockey/it/statistica/partita/?gameId=3a301f8c-be54-443c-b47c-c74f052f020e&divisionId=5590 | 1:4 referto. https://www.alps.hockey/en/statistics/game/?gameId=a2ddd1f9-0bd9-437c-ba2a-a50225cd88e4&divisionId=5590        | – | 3:2 d.t.s. referto. https://www.alps.hockey/en/statistics/game/?gameId=4eeb7b95-3cce-4427-80d7-7642bf61b887&divisionId=5590    | 4:10 referto. https://www.alps.hockey/en/statistics/game/?gameId=b90958d7-1a42-406f-9a8b-3551897cd26a&divisionId=5590       | 7:4 referto. |
| Ritten-Renon                                                    | 10:5 referto. https://www.alps.hockey/en/statistics/game/?gameId=c5036e21-d31a-4051-9bad-fa5342837491&divisionId=5590       | 1:3 referto. https://www.alps.hockey/en/statistics/game/?gameId=ec187526-850e-4c7f-90ac-7c0d01cb0cdc&divisionId=5590    | 7:1 referto. https://www.alps.hockey/it/statistica/partita/?gameId=5e0cc00d-f971-47f2-aa40-98fdf4639ffb&divisionId=5590     | 8:2 referto. https://www.alps.hockey/it/statistica/partita/?gameId=b239d655-57b5-47bd-996f-e387afadbbee&divisionId=5590 | – | 1:2 d.t.r. referto. https://www.alps.hockey/en/statistics/game/?gameId=5f97fef8-08a8-4c6a-a49e-859bd2b53560&divisionId=5590 | 6:3 referto. https://www.alps.hockey/en/statistics/game/?gameId=e68ef898-b0ce-4047-b32d-7f4eff586487&divisionId=5590           |
| Val Pusteria                                                    | 2:1 referto. https://www.alps.hockey/en/statistics/game/?gameId=dbe96ea8-4e84-4400-b42b-994f5e7c1556&divisionId=5590        | 5:2 referto. https://www.alps.hockey/en/statistics/game/?gameId=43a5a998-f144-43bf-894b-f7764260e799&divisionId=5590    | 3:2 referto. https://www.alps.hockey/en/statistics/game/?gameId=cf6cb8a2-2de9-40a7-b8d4-eda3b516b819&divisionId=5590        | 2:3 referto. https://www.alps.hockey/en/statistics/game/?gameId=9a233247-3f8d-4ad1-bb97-92c0f5699a7f&divisionId=5590    | 1:6 referto. https://www.alps.hockey/it/statistica/partita/?gameId=d95b7984-de32-4084-8409-486e55e08cc9&divisionId=5590        | – | 2:4 referto. https://www.alps.hockey/en/statistics/game/?gameId=41504038-f616-45f0-a7a0-2778ca419532&divisionId=5590           |
| Vipiteno Broncos                                                | 2:5 referto. https://www.alps.hockey/en/statistics/game/?gameId=bdcb2dc9-0896-46b0-afb6-b01e6de20673&divisionId=5590        | 3:0 referto. https://www.alps.hockey/en/statistics/game/?gameId=151c66f9-5d6e-4f08-9f2e-dee7e4e9028d&divisionId=5590    | 2:1 referto. https://www.alps.hockey/en/statistics/game/?gameId=59aa50cd-171d-4d8c-bcad-7f9f9de7dadd&divisionId=5590        | 1:2 referto. https://www.alps.hockey/en/statistics/game/?gameId=ce20f013-2b52-40b4-ae7b-eda5605600a5&divisionId=5590    | 3:4 d.t.s. referto. https://www.alps.hockey/it/statistica/partita/?gameId=514c75c4-3870-41f1-838b-dbee4ba159f7&divisionId=5590 | 1:8 referto. https://www.alps.hockey/en/statistics/game/?gameId=94e54065-8295-4b00-b866-09d39492c3e1&divisionId=5590        | – |
| d.t.s. – dopo tempi supplementari; d.t.r. – dopo tiri di rigore | | | | | | | |

#### Classifica
| Pos. | Squadra          | Pt | G  | V | VOT | POT | P | GF | GS | DR  |
| ---- | ---------------- | -- | -- | - | --- | --- | - | -- | -- | --- |
| 1.   | Ritten-Renon     | 25 | 12 | 7 | 1   | 2   | 2 | 57 | 32 | +25 |
| 2.   | Val Pusteria     | 23 | 12 | 7 | 1   | 0   | 4 | 44 | 31 | +13 |
| 3.   | Cortina          | 21 | 12 | 5 | 2   | 2   | 3 | 39 | 32 | +7  |
| 4.   | Asiago           | 17 | 12 | 4 | 2   | 1   | 5 | 45 | 48 | -3  |
| 5.   | Fassa Falcons    | 14 | 12 | 3 | 1   | 3   | 5 | 31 | 39 | -8  |
| 6.   | Gherdëina        | 14 | 12 | 4 | 1   | 0   | 7 | 40 | 53 | -13 |
| 7.   | Vipiteno Broncos | 12 | 12 | 3 | 1   | 1   | 7 | 28 | 49 | -21 |

## Play-off

### Tabellone
|  | Semifinali | Semifinali   | Semifinali | Semifinali | Semifinali |  |  | Finale | Finale       | Finale | Finale | Finale |  |
|  |            |              |            |            |            |  |  |        |              |        |        |        |  |
|  | 1          | Ritten-Renon | 4          | 2          | 1          |  |  |        |              |        |        |        |  |
|  | 4          | Asiago       | 1          | 5          | 3          |  |  | 4      | Asiago       | 0      | 4      | 4      |  |
|  | 2          | Val Pusteria | 4          | 2          | 4          |  |  | 2      | Val Pusteria | 2      | 1      | 2      |  |
|  | 3          | Cortina      | 0          | 3†         | 0          |  |  |        |              |        |        |        |  |

†: partita terminata ai supplementari; ‡: partita terminata ai tiri di rigore

### Incontri

#### Semifinali

##### Gara 1
| Arbitri: | Alex Lazzeri Omar Piniè |

| |           |                                     |
| Frei (Lane) 16:28 Pechlaner (T. Spinell) 48:07 Frei (Lane) 52:56 Marzolini (S. Kostner, Frei) 56:11 | Marcatori | 45:27 P. Pietroniro (Rosa, Gellert) |

| Arbitri: | Andrea Benvegnù Federico Stefenelli |

| |           |  |
| Lewis (Conci, A. Hofer) 2:45 Andergassen (Carozza, Helfer) 10:25 Lewis (MacArthur, Andergassen) 28:56 Andergassen (Althuber, Carozza) 37:49 | Marcatori |  |

##### Gara 2
| Arbitri: | Andrea Benvegnù Federico Giacomozzi |

| |           |                                                |
| Caporusso (C. Pietroniro, Loschiavo) 0:37 Caporusso (McParland, Rosa) 40:14 M. Stevan (Olivero) 41:57 Loschiavo (P. Pietroniro, C. Pietroniro) 46:02 Rosa 57:33 | Marcatori | 7:43 Lutz 53:46 J. Kostner (Obuchowski, Tudin) |

| Arbitri: | Andrea Moschen Omar Piniè |

| |           |                                                                          |
| Giftopoulos (King, Gander) 16:41 Giftopoulos (King, Trecapelli) 22:22 Gander (Giftopoulos, King) 68:36 | Marcatori | 57:29 Andergassen (Lewis, R. Hofer) 59:59 A. Hofer (Helfer, Andergassen) |

##### Gara 3
| Arbitri: | Alex Lazzeri Turo Samuel Virta |

|                          |           |                                                                                              |
| M. Spinell (Tudin) 14:05 | Marcatori | 13:09 McParland (P. Pietroniro, Rosa) 29:39 Vankus (Olivero) 13:09 McParland (Rosa, Casetti) |

| Arbitri: | Andrea Moschen Federico Stefenelli |

| |           |  |
| R. Hofer (A. Hofer, Andergassen) 14:03 Andergassen (Lewis, R. Hofer) 25:56 Traversa (MacArthur, Elliscasis) 52:45 Traversa (MacArthur) 57:22 | Marcatori |  |

#### Finale

##### Gara 1
| Arbitri: | Andrea Benvegnù Omar Piniè |

|                                                      |           |  |
| Leitner 37:01 Mc Nally (Andergassen, A. Hofer) 58:59 | Marcatori |  |

##### Gara 2
| Arbitri: | Turo Samuel Virta Andrea Moschen |

| |           |                           |
| Benetti (Casetti, Forte) 10:25 Gellert (Dal Sasso, Benetti) 22:15 McParland (Magnabosco, Rosa) 28:34 Rosa (Magnabosco, McParland) 57:45 | Marcatori | 26:55 Traversa (Mc Nally) |

##### Gara 3
| Arbitri: | Turo Samuel Virta Andrea Benvegnù |

|                                                          |           |                                                                                  |
| Althuber (Conci) 15:07 Oberrauch (A. Hofer, Lewis) 23:52 | Marcatori | 1:11 Magnabosco 2:59 Miglioranzi (Caporusso) 5:45 C. Pietroniro 59:28 Magnabosco |

## Classifica finale
| Pos. | Squadra          |
| ---- | ---------------- |
| 1    | Asiago           |
| 2    | Val Pusteria     |
| 3    | Ritten-Renon     |
| 4    | Cortina          |
| 5    | Fassa Falcons    |
| 6    | Gherdëina        |
| 7    | Vipiteno Broncos |

## Verdetti
Asiago Hockey (6º titolo)
| Campioni d'Italia 2019-2020 Asiago Hockey Portieri Gianluca Vallini, Luca Stevan, Frédéric Cloutier, Stefano Bortoli Difensori Lorenzo Casetti, Francesco Forte, Alex Gellert, Enrico Miglioranzi (A), Cameron Ginnetti, Alessandro Scalzeri, Phil Pietroniro, Chad Pietroniro Attaccanti Federico Benetti (C), Davide Dal Sasso, Edoardo Lievore, Marco Magnabosco, Simone Olivero, Marco Rosa, Michele Stevan, Matteo Tessari (A) , Marek Vankus, Vince Loschiavo, Steve McParland, Louie Caporusso Capo allenatore Petri Mattila |

- Qualificata per la Continental Cup 2020-2021: Asiago Hockey